# Казал ди Принчипе
Каза̀л ди Принчѝпе (на италиански: Casal di Principe; на неаполитански: Casale 'e Principe, Казалъ 'е Принчипъ) е град и община в Южна Италия, провинция Казерта, регион Кампания. Разположен е на 68 m надморска височина. Населението на общината е 21 011 души (към 2010 г.).